# Knooppunt Ypenburg
Op Knooppunt Ypenburg bij Rijswijk, in de Nederlandse provincie Zuid-Holland, komen de A4 en de A13 samen. Knooppunt Ypenburg is gekoppeld aan het Prins Clausplein.

## Geschiedenis
Aanvankelijk werd Rijksweg 4a op Rijksweg 13 aangesloten door middel van een rotonde. Later werd de rotonde vervangen door een verkeersplein, waarbij Rijksweg 13 onder het plein doorliep. De volgende fase was een uitbreiding met ruimere bochten en een aansluiting over het Rijn-Schiekanaal naar Rijswijk-Plaspoelpolder-Prinses Beatrixlaan, waarbij de HTM-tramremise 's-Gravenmade en de internationaal bekende modelboerderij Hoeve Ypenburg moesten wijken. De volgende fase was nog ruimere bochten en nieuwe aansluitingen met een nieuwe brug over het Rijn-Schiekanaal.
Anno 2016 sluiten de A13 en de A4 op het traject Leidschendam - Rotterdam met een grote, vloeiende lus op elkaar aan. De aansluiting van de A13 vanuit Rotterdam op de A4 richting Hoek van Holland en andersom bevat gelijkvloerse kruisingen met de weg van Den Haag naar Rotterdam en is daarom voorzien van verkeerslichten.
In februari 2021 is de Rotterdamsebaan afgerond. Dit is een weg die bij knooppunt Ypenburg aansluit en is onderdeel van de s107. De weg vormt de verbinding tussen het Haagse bedrijventerrein de Binckhorst en de A13. De werkzaamheden zijn in 2014 gestart en aanvankelijk zou de eerste auto in 2020 over deze weg rijden.

## Naamgeving
De naam van het knooppunt komt van het voormalige vliegveld Ypenburg. Ypenburg zelf, nu een woonwijk, ligt achter een hoge geluidswal.

## Richtingen knooppunt

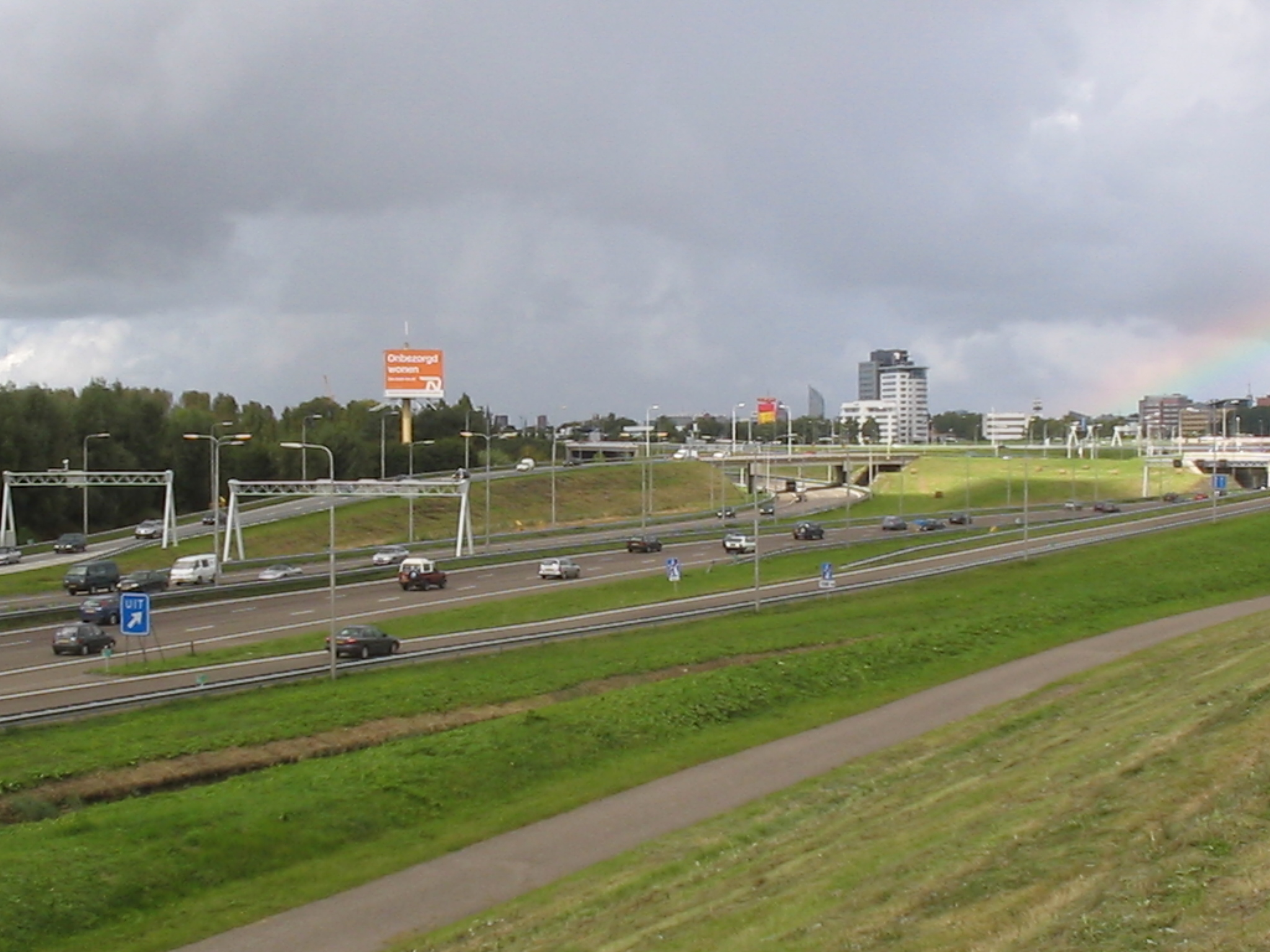
Knooppunt gezien vanaf geluidswal zijde Ypenburg

| Aansluitende wegen                                            | Aansluitende wegen | Aansluitende wegen                         | Aansluitende wegen | Aansluitende wegen                                    |
| ------------------------------------------------------------- | ------------------ | ------------------------------------------ | ------------------ | ----------------------------------------------------- |
| Laan van Hoornwijck richting Rijswijk                         |                    | /Rotterdamsebaan richting Den Haag-Centrum |                    | richting Leidschendam / Leiden / Schiphol / Amsterdam |
|                                                               |                    |                                            |                    |                                                       |
|                                                               |                    |                                            |                    |                                                       |
|                                                               |                    |                                            |                    |                                                       |
| richting Delft / Vlaardingen / Bergen op Zoom / Antwerpen (B) |                    | richting Delft / Rotterdam                 |                    | Laan van Hoornwijck richting Den Haag-Ypenburg        |

Knooppunten: De Nieuwe Meer (A10) · Badhoevedorp (A9) · De Hoek (A5) · Burgerveen (A44) · Hofvliet (N434) · Prins Clausplein (A12) · Ypenburg (A13) · Kethelplein (A20) · Benelux (A15) · Hellegatsplein (N59) · Sabina (A59) · Zoomland (A58) · Markiezaat (A58)
Aansluitingen: Amsterdam-Sloten (1) · Schiphol (2) · Hoofddorp (3) · Hoofddorp-Zuid (3a) · Nieuw-Vennep (4) · Roelofarendsveen (5) · Hoogmade (6) · Zoeterwoude-Rijndijk (6a) · Zoeterwoude-Dorp (7) · Leidschendam (8) · Rijswijk-Centrum (9) · Plaspoelpolder (10) · Rijswijk (11) · Den Haag-Zuid (12) · Den Hoorn (13) · Delft (14) · Vlaardingen-Oost (16) · Pernis (17a) · Numansdorp (22) · Willemstad (23) · Dinteloord (24) · Steenbergen (25) · Tholen (26) · Bergen op Zoom-Noord (27) · Bergen op Zoom (28) · Bergen op Zoom-Zuid (29) · Hoogerheide (30)
Almere · Amstel · Arnestein · Assen · Azelo · Badhoevedorp · Bankhoef · Batadorp · Beekbergen · Benelux · Beverwijk · Bodegraven ·  Boterdiep ·  Buren · Burgerveen · Coenplein · De Baars · De Hoek · De Hogt · De Nieuwe Meer · De Poel · De Punt · De Stok · Deil · Diemen · Drachten · Drie Klauwen · Eemnes · Ekkersweijer · Emmeloord · Empel · Euvelgunne · Everdingen · Ewijk · Galder · Gooimeer · Gorinchem · Gouwe · Grijsoord · Hattemerbroek · Heerenveen · Hellegatsplein · Het Vonderen · Hintham · Hoevelaken · Hofvliet · Holendrecht · Holsloot · Hoogeveen · Hooipolder · IJmuiden (niet officieel) · Joure · Julianaplein · Kerensheide · Kethelplein · Klaverpolder · Kleinpolderplein · Kooimeer · Kruisdonk · Kunderberg · Lankhorst · Leenderheide · Lunetten · Maanderbroek · Markiezaat · Muiderberg · Neerbosch · Noordhoek · Ommedijk · Oud-Dijk · Oudenrijn · Paalgraven · Princeville · Prins Clausplein · Raasdorp ·  Reitdiep ·  Ressen · Ridderkerk · Rijkevoort · Rijnsweerd · Rottepolderplein · Rozenburg · Sabina · Sint-Annabosch · Stelleplas · Slufter · Ten Esschen · Terbregseplein · Tiglia · Vaanplein · Valburg · Velperbroek · Velsen · Vlaardingen · Vrijheidsplein · Vught · Waterberg · Watergraafsmeer · Werpsterhoek · Westerlee · Ypenburg · Zaandam · Zaarderheiken · Zonzeel · Zoomland · Zuidbroek · Zurich

Geplande knooppunten:
De Liemers · Harnasch · Zestienhoven

Voormalige knooppunten:
Bocholtz · Ekkersrijt · Europaplein (Groningen) · Europaplein (Maastricht) · Lindenholt